# ویداتال-کادو چیناک-کولام
ویداتال-کادو چیناک-کولام (به لاتین: Vidaththal-kaddu chinnak-kulam) یک منطقهٔ مسکونی در سری‌لانکا است که در استان شمالی (سری‌لانکا) واقع شده‌است.